# Marathon de Chicago 2010
Navigation
Édition précédente Édition suivante
Le Marathon de Chicago de 2010 est la 33e édition du Marathon de Chicago, aux États-Unis, qui a eu lieu le dimanche 10 octobre 2010. C'est le quatrième des World Marathon Majors à avoir lieu en 2010 après le Marathon de Boston, le Marathon de Londres et le Marathon de Berlin. Le Kényan Samuel Wanjiru remporte la course masculine avec un temps de 2 h 6 min 24 s et la Russe Liliya Shobukhova s'impose chez les femmes en 2 h 20 min 25 s, les deux athlètes conservant leur titre remporté en 2009.

## Résultats

### Hommes
| Rang | Athlète                  | Nationalité | Temps           |
| ---- | ------------------------ | ----------- | --------------- |
|      | Samuel Wanjiru           | Kenya       | 2 h 06 min 24 s |
|      | Tsegaye Kebede           | Éthiopie    | 2 h 06 min 43 s |
|      | Feyisa Lilesa            | Éthiopie    | 2 h 08 min 10 s |
| 4    | Wesley Korir             | Kenya       | 2 h 08 min 44 s |
| 5    | Vincent Kipruto          | Kenya       | 2 h 09 min 08 s |
| 6    | Robert Kiprono Cheruiyot | Kenya       | 2 h 09 min 28 s |
| 7    | Laban Moiben             | Kenya       | 2 h 10 min 48 s |
| 8    | Jason Hartmann           | États-Unis  | 2 h 11 min 06 s |
| 9    | Ridouane Harroufi        | Maroc       | 2 h 13 min 01 s |
| 10   | Mike Sayenko             | États-Unis  | 2 h 14 min 27 s |

### Femmes
| Rang | Athlète               | Nationalité | Temps           |
| ---- | --------------------- | ----------- | --------------- |
|      | Liliya Shobukhova     | Russie      | 2 h 20 min 25 s |
|      | Atsede Baysa          | Éthiopie    | 2 h 23 min 40 s |
|      | Mariya Konovalova     | Russie      | 2 h 23 min 50 s |
| 4    | Desiree Davila        | États-Unis  | 2 h 26 min 20 s |
| 5    | Irina Mikitenko       | Allemagne   | 2 h 26 min 40 s |
| 6    | Mamitu Daska          | Éthiopie    | 2 h 28 min 29 s |
| 7    | Magdalena Lewy-Boulet | États-Unis  | 2 h 28 min 44 s |
| 8    | Kaori Yoshida         | Japon       | 2 h 29 min 45 s |
| 9    | Jia Chaofeng          | Chine       | 2 h 30 min 35 s |
| 10   | Tera Moody            | États-Unis  | 2 h 30 min 53 s |

### Fauteuils roulants (hommes)
| Rang | Athlète                | Nationalité | Temps           |
| ---- | ---------------------- | ----------- | --------------- |
|      | Heinz Frei             | Suisse      | 1 h 26 min 56 s |
|      | Masazumi Soejima       | Japon       | 1 h 28 min 01 s |
|      | Rafael Botello Jimenez | Espagne     | 1 h 28 min 46 s |

### Fauteuils roulants (femmes)
| Rang | Athlète          | Nationalité | Temps           |
| ---- | ---------------- | ----------- | --------------- |
|      | Amanda McGrory   | États-Unis  | 1 h 47 min 25 s |
|      | Wakako Tsuchida  | Japon       | 1 h 47 min 27 s |
|      | Tatyana McFadden | États-Unis  | 1 h 56 min 11 s |